# Yumemiru Danshi wa Genjitsushugisha
Yumemiru Danshi wa Genjitsushugisha (夢見る男子は現実主義者?  lit. El hombre que sueña es realista), conocida como The Dreaming Boy Is a Realist en inglés, es una serie de novelas ligeras japonesas escritas por Okemaru. Inicialmente se serializó como una novela web en el sitio web de publicación de novelas generadas por usuarios Shōsetsuka ni Narō el 7 de diciembre de 2018. Más tarde fue adquirida por Hobby Japan, quien comenzó a publicarla como novela ligera con ilustraciones de Saba Mizore el 1 de junio de 2020 bajo su sello HJ Bunko. Una adaptación a manga ilustrada por Popuri Yoshikita comenzó a serializarse en el sitio web Shōnen Ace Plus de Kadokawa Shōten el 26 de marzo de 2021. Una adaptación a anime producido por Studio Gokumi y AXsiZ se estrenará en julio de 2023.

## Argumento
Wataru Sajō, que está profundamente enamorado de su bella compañera de clase Aika Natsukawa, sigue acercándose a ella sin desanimarse mientras tiene sueños sobre su amor mutuo. Sin embargo, un día se despierta pensando: «No soy realmente apto para estar junto a alguien tan bueno como ella, eh…» Al darse cuenta de esto, Wataru comenzó a mantener una distancia apropiada hacia ella, para sorpresa de Aika. «¿Será que ahora me odia…?» ¿Se le escaparon sus intenciones porque se estaba impacientando tras llegar a una conclusión equivocada? Este es el comienzo de una comedia romántica que gira en torno a dos personas que no pueden transmitir sus sentimientos y que piensan que su amor no es correspondido.
Desde el inicio de la secundaria, Wataru Sajō estaba enamorado de su compañera de clase y banco, Aika Natsukawa, a la que acosaba, adulaba y molestaba a diario para disgusto de ella, pero tras casi ser golpeado en la cabeza por un pelotazo, Wataru tuvo una especie de despertar que modificó por completo su conducta, desconcertando a toda la gente a su alrededor, en especial a la mismísima Aika.

## Personajes

### Principales
Wataru Sajō (佐城 渉 Sajō Wataru?)
 Seiyū: Naoya Miyase
El protagonista principal. Enamorado perdidamente de Aika, a la que molestaba y acosaba románticamente sin cuartel, hasta que un día un balón casi golpea su cabeza, provocando un notable cambio en su conducta, volviéndose más realista, analítico y avergonzado de su yo del pasado como así también una baja en su autoestima. Creyendo que por sus acosos la aisló del resto de sus compañeros, Wataru se distanció sutilmente de Aika, actuando según él como un "admirador a la distancia", haciendo que ella gane más amigos, y a la vez, el ganándose la confianza tanto del comité de moral como del mismísimo consejo estudiantil, aunque todos aun estén asombrados y confundidos por su nuevo modo de ser. La historia se narra desde su perspectiva.
Aika Natsukawa (夏川 愛華 Natsukawa Aika?)
 Seiyū: Akiho Suzumoto
La protagonista femenina. Ella es la chica hermosa de su clase. Al principio renegaba por los acosos de Wataru, pero tras el repentino cambio de actitud de él, comenzó a preocuparse y darse cuenta de que realmente ella disfrutaba de sus locuras y cumplidos, angustiándose de la distancia que ahora tienen. A pesar de haber ganado muchas amistades gracias a no pasar tanto tiempo con Wataru, ella desea recomponer la cercanía con él tímidamente.
Kei Ashida (芦田 圭 Ashida Kei?)
 Seiyū: Yumiri Hanamori
La mejor amiga de Aika. Es una chica positiva, sensata y frontal, que se une al club de voleibol y que actúa de confidente, mediadora y nexo entre Wataru y Aika tras el cambio de conducta de él. Aunque suele apenarse ante algunos comentarios de Wataru. Admira mucho a Rin
Kaede Sajō (佐城 楓 Sajō Kaede?)
 Seiyū: Mikako Komatsu
La hermana mayor de Wataru. Ella es la vicepresidenta del consejo estudiantil. Al principio déspota y agresiva con su hermano, también queda desorientada ante el cambio que él experimenta, sintiéndose en parte responsable por ello. A pesar de molestarlo, en el fondo se preocupa y estima realmente a Wataru
Mina Ichinose (一ノ瀬 深那 Ichinose Mina?)
 Seiyū: Iori Saeki
Compañera de clase de Wataru, Aika y Kei, siendo la actual compañera de banco del primero. Al principio sin mediar palabra con él, ingresa a trabajar a la misma librería en donde él trabajaba con el fin de no depender de su hermano (compañero de Rin en el comité de moral) quien se distanció al ponerse de novio. Al principio tímida y retraída, es animada por Wataru para abrirse y atender mejor a los clientes, haciéndose amiga de Fuka en el proceso, y acercándose a él.
Rin Shinomiya (四ノ宮 凛 Shinomiya Rin?)
 Seiyū: Kaori Ishihara
La mejor amiga de Kaede. Es la presidenta del comité de moral pública. Contacta a Wataru tras una situación confusa con Yuyu Inatomi, una compañera de comité, pidiéndole ayuda para ser más cercana con ella y con su comité. Tras ser aconsejada, quedó interesada en él, hablándole con frecuencia e insistiéndole a que se una al comité. Es admirada por su personalidad conciliadora y elegante.
Fūka Sasaki (笹木 風香 Sasaki Fūka?)
 Seiyū: Minami Kurisaka
Conoce a Wataru después de que ayudara a su hermano menor Kota, quien se había perdido y estaba siendo acosado por otros chicos. Queda maravillada por el acto y por la sensatez de Wataru y comienza a frecuentar la librería como cliente solo para verlo. Al principio él creía que era una estudiante universitaria por lo sofisticada que era, pero luego ella confiesa que es estudiante de secundaria al ir de visita guiada a la preparatoria donde Wataru asiste.

### Secundarios
Yamazaki
Compañero de curso de Wataru y Aika, se podría decir que es el mejor amigo del primero, o el varón que tiene más contacto con él, aunque a Wataru a veces se le haga molesto e intente bromearlo.
Takа̄ki Sasaki
Compañero de curso de Wataru y Aika, capitán del club de fútbol de la preparatoria. Al principio tiene cierto interés en Aika, diciéndole a Wataru que intentará conquistarla... posteriormente se da cuenta de que Aika se siente inquieta por el repentino cambio en Wataru, no obstante sigue empeñado en salir con ella.
Rena Aizawa
Pertenece al mismo año que los protagonistas, pero a otro curso. Se acerca a Wataru con la excusa de compartir su pasión por el manga, pero solo para poner celosa a Aika, ya que su novio reveló que estaba interesado en ésta. Después de la intervención de Wataru y Kei, Rena comprendió la generosidad de Aika y volvió con su novio

## Contenido de la obra

### Novela ligera
Yumemiru Danshi wa Genjitsushugisha es escrita por Okemaru. La serie comenzó a serializarse como una novela web en el sitio web de publicación de novelas generadas por usuarios Shōsetsuka ni Narō el 7 de diciembre de 2018. Más tarde fue adquirida por Hobby Japan, quien comenzó a publicarla como una novela ligera con ilustraciones de Saba Mizore bajo su sello HJ Bunko el 1 de junio de 2020. Hasta el momento, se han lanzado ocho volúmenes.
| Volúmenes de novelas ligeras publicadas | Volúmenes de novelas ligeras publicadas | Volúmenes de novelas ligeras publicadas |
| Número                                  | Fecha de publicación                    | ISBN                                    |
| --------------------------------------- | --------------------------------------- | --------------------------------------- |
| 1                                       | 1 de junio de 2020                      | ISBN 978-4-79-862206-4                  |
| 2                                       | 1 de septiembre de 2020                 | ISBN 978-4-79-862289-7                  |
| 3                                       | 1 de diciembre de 2020                  | ISBN 978-4-79-862368-9                  |
| 4                                       | 1 de mayo de 2021                       | ISBN 978-4-79-862490-7                  |
| 5                                       | 1 de octubre de 2021                    | ISBN 978-4-79-862622-2                  |
| 6                                       | 1 de marzo de 2022                      | ISBN 978-4-79-862755-7                  |
| 7                                       | 1 de agosto de 2022                     | ISBN 978-4-79-862891-2                  |
| 8                                       | 1 de abril de 2023                      | ISBN 978-4-79-863144-8                  |

### Manga
Una adaptación a manga ilustrada por Popuri Yoshikita comenzó a serializarse en el sitio web Shōnen Ace Plus de Kadokawa Shōten el 26 de marzo de 2021. Kadokawa Shōten recopila sus capítulos individuales en volúmenes tankōbon. El primer volumen se publicó el 25 de septiembre de 2021, y hasta el momento se han lanzado cinco volúmenes.
| Volúmenes de manga publicados | Volúmenes de manga publicados | Volúmenes de manga publicados |
| Número                        | Fecha de publicación          | ISBN                          |
| ----------------------------- | ----------------------------- | ----------------------------- |
| 1                             | 25 de septiembre de 2021      | ISBN 978-4-04-111932-7        |
| 2                             | 25 de marzo de 2022           | ISBN 978-4-04-112392-8        |
| 3                             | 25 de noviembre de 2022       | ISBN 978-4-04-112968-5        |
| 4                             | 26 de junio de 2023           | ISBN 978-4-04-113821-2        |
| 5                             | 26 de marzo de 2024           | ISBN 978-4-04-114663-7        |

### Anime
El 18 de noviembre de 2022 se anunció una adaptación de la serie al anime. Está producido por Studio Gokumi y AXsiZ, y dirigido por Kazuomi Koga, con guiones escritos por Michiko Yokote y diseños de personajes a cargo de Masaru Koseki. La serie se estrenará el 4 de julio de 2023, en TV Tokyo y otras redes. El tema de apertura es "Paraglider" de Kaori Ishihara, mientras que el tema de cierre es "Yume wa Mijikashi Koiseyo Otome" de Akiho Suzumoto. Sentai Filmworks obtuvo la licencia de la serie fuera de Asia, y lo transmitió en HIDIVE. Medialink obtuvo la licencia de la serie en el sur, sudeste de Asia y Oceanía (excepto Australia y Nueva Zelanda) y la transmitirá en el canal de Youtube de Ani-One Asia.